# Elecciones parlamentarias de Islandia de 1978
Las elecciones parlamentarias de Islandia fueron realizadas el 25 de junio de 1978. El Partido de la Independencia se posicionó como el partido más grande de la Cámara Baja del Alþingi, ganando 14 de los 40 escaños. Tras las elecciones, se creó una coalición conformada por la Alianza Popular, el Partido Socialdemócrata y el Partido Progresista, con Ólafur Jóhannesson como Primer ministro.

## Resultados
| Partido                                            | Votos   | %    | Cámara Baja | Cámara Baja | Cámara Alta | Cámara Alta |
| Partido                                            | Votos   | %    | Escaños     | +/–         | Escaños     | +/–         |
| -------------------------------------------------- | ------- | ---- | ----------- | ----------- | ----------- | ----------- |
| Partido de la Independencia                        | 39 982  | 32.7 | 14          | –3          | 6           | –2          |
| Alianza Popular                                    | 27 952  | 22.9 | 9           | +2          | 5           | +1          |
| Partido Socialdemócrata                            | 26 912  | 22.0 | 9           | +6          | 5           | +3          |
| Partido Progresista                                | 20 656  | 16.9 | 8           | –3          | 4           | –2          |
| Unión de Liberales y la Izquierda                  | 4 073   | 3.3  | 0           | –2          | 0           | 0           |
| Votantes Independientes de Fiordo Occidental*      | 776     | 0.6  | 0           | Nuevo       | 0           | Nuevo       |
| Votantes Independientes de Reykjanes               | 592     | 0.5  | 0           | Nuevo       | 0           | Nuevo       |
| El Partido Político                                | 486     | 0.4  | 0           | Nuevo       | 0           | Nuevo       |
| Votantes Independientes del Sur**                  | 466     | 0.4  | 0           | Nuevo       | 0           | Nuevo       |
| Liga Comunista Revolucionaria                      | 184     | 0.2  | 0           | 0           | 0           | 0           |
| Partido Comunista de Islandia (Marxista–Leninista) | 128     | 0.1  | 0           | 0           | 0           | 0           |
| Votos en blanco/nulos                              | 2 170   | –    | –           | –           | –           | –           |
| Total                                              | 124 377 | 100  | 40          | 0           | 20          | 0           |
| Participación electoral                            | 137 782 | 90.3 | –           | –           | –           | –           |
| Fuente: Nohlen & Stöver                            |         |      |             |             |             |             |

* Los votantes de los Independientes de Fiordo Occidental eran una separación de la Unión de Liberales y la Izquierda.
**Los votantes de los Independientes del Sur eran una separación del Partido de la Independencia.